# Spongosorites cavernicola
Spongosorites cavernicola är en svampdjursart som beskrevs av Bibiloni 1993. Spongosorites cavernicola ingår i släktet Spongosorites och familjen Halichondriidae. Inga underarter finns listade i Catalogue of Life.